# Palazzo Mustapha Pacha
Il Palazzo Mustapha Pacha (in arabo دار مصطفى باشا‎?) è un palazzo situato nella casba di Algeri. L'edificio, in stile moresco, venne realizzato tra il 1798 e il 1799 e ospita oggi un museo.